# Богачевський Теодор
о. Теодор Богачевський (18 лютого 1863, с. Великий Полюхів — 7 лютого 1940, Голинь) — український священник (УГКЦ), літератор, громадський діяч. Стрийко архиєпископа і митрополита філадельфійського Костянтина Богачевського.

## Життєпис
Народився 18 лютого 1863 року в с. Великий Полюхів Бережанського округу в сім'ї Омеляна і Анни з роду Пісецьких.

### Священиче служіння
Навчався у Львівській духовній семінарії. Перед висвяченням у священичий сан одружився. Священичі свячення отримав 1887 року.
По свяченнях працював сотрудником пароха села Бубнище Долинського деканату (1887—1893), потім був парохом в селі Лецівка (1893—1906). У 1906 році переведений для служіння в село Голинь Калуського деканату, де був парохом аж до смерті. В 1918—1924 роках — декан Калуський, а в 1930—1940 — член Митрополичої консисторії.
Виголосив проповідь під час похорону матері Степана Бандери Мирослави навесні 1921 року.

### Громадсько-політична діяльність
Посол до Галицького сейму 8-го скликання у 1901—1907 роках від округу № 34 IV курії (Долинський повіт), секретар «Руського соймового клубу» (з 1901 р. як представник УНДП; склав мандат 29 жовтня 1903 року; повторно обраний 14 червня 1904 року).

### Літературна праця
Автор оповідань, які публікувало «Дїло». Видав збірку похоронних проповідей.
Автор статті: «Хто є основником Згромадження Сестер Служебниць?» // Нива, рік 28, ч. 2, Львів 1933, с. 69-71.

### Пам'ять
У селі Голинь, де впродовж 34-х років о. Теодор Богачевський був парохом, одна з вулиць названа його ім'ям.